# Лісне (Лісна сільська адміністрація)
Лісне́ (каз. Лесной) — село у складі Карабалицького району Костанайської області Казахстану. Адміністративний центр та єдиний населений пункт Лісної сільської адміністрації.
Населення — 540 осіб (2021; 791 у 2009, 1036 у 1999, 1118 у 1989).